# Donald Smart
Pour les articles homonymes, voir Smart (homonymie).
Donald Smart, né le 7 janvier 1942, est un joueur australien de hockey sur gazon.

## Biographie
Donald Smart fait partie de l'équipe nationale australienne médaillée de bronze aux Jeux olympiques d'été de 1964 à Tokyo et médaillée d'argent aux Jeux olympiques d'été de 1968 à Mexico. Il participe également aux Jeux olympiques d'été de 1972.